# Devotjka isjjet ottsa
Devotjka isjjet ottsa (russisk: Девочка ищет отца) er en sovjetisk spillefilm fra 1959 af Lev Golub.

## Medvirkende
- Anna Kamenkova som Lena
- Vladimir Guskov som Janka
- Nikolaj Barmin som Panas
- Vladimir Dorofejev
- Anna Jegorova som Praskovja Ivanovna